# Minio Vallis
La Minio Vallis è una struttura geologica della superficie di Marte.